# Olle Lind

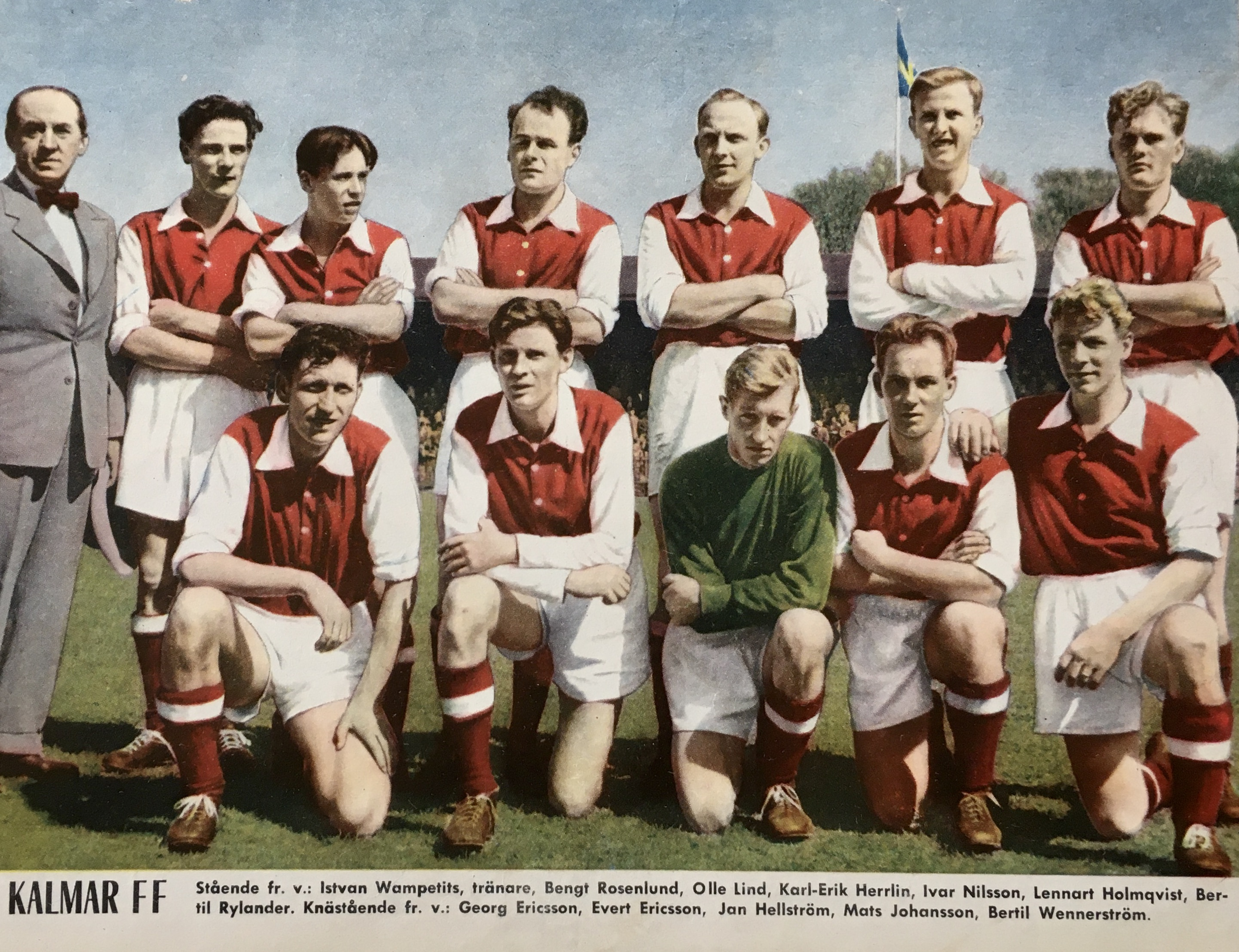
Kalmar FF 1953–54 med István Wampetits som tränare och Olle Lind – stående spelare som nummer två från vänster.

Sven Olof Roland "Olle" Lind, född 5 januari 1931, död 31 maj 1999, var en svensk fotbollsspelare, känd som den första Kalmar FF-spelaren som spelade en landskamp för Sveriges A-landslag.  
Olle Lind är invald i Kalmar FFs Wall of Fame som finns att beskåda inne på Guldfågeln Arena. Olle är son till fotbollsspelaren Adolf Lind och bror till den allsvenska Inge Lind, som han även var lagkamrat med i KFF under tidigt 50-tal.

## Karriär
Lind var känd som en teknisk, elegant, snabb och bollsäker spelare som hade bra anor då hans far spelade i Kalmar FF på 1930-talet. 
Lind debuterade i Kalmars a-lag säsongen 1950/51 och gjorde 14 matcher och 5 mål under debutsäsongen. Under våren 1951 beskrivs Lind som ett 19-årigt fynd som utvecklats oerhört sedan föregående år, särskilt passningsspelet hyllades.  Kalmar åkte dock ur allsvenskan och det tog två år innan de var tillbaka i högsta serien igen. 
Den 8 oktober 1953 gjorde Lind som första FF:are en landskamp i A-landslaget. Matchen spelades på Heyselstadion i Bryssel och var en avgörande kvalmatch till fotbolls-VM 1954. Sverige förlorade med 2–0 och missade därmed VM. Samtidigt som kvalmatchen spelades ledde Kalmar FF allsvenskan för första gången någonsin. 
Säsongen 53/54 slutade KFF dock endast 9:a i tabellen, Lind spelade alla 22 matcherna men gjorde endast 3 mål jämfört med radarpartnern Bertil Rylanders 18. Säsongen 54/55 gick det bättre för Lind personligen då han gjorde 10 mål på 22 matcher, men för laget gick det sämre. En elfteplats och nedflyttning innebar i praktiken att Linds allsvenska karriär var över. 
Lind var fyra gånger bäste målskytt i seriespel för Kalmar FF; detta under säsongerna 51/52, 54/55, 55/56 och 1959. Totalt blev det 313 matcher och 178 mål i den rödvita tröjan.